# Santiago (Alcácer do Sal)
Santiago is een plaats (freguesia) in de Portugese gemeente Alcácer do Sal en telt 4 850 inwoners (2001).